# 第19回ゴールデングローブ賞
第19回ゴールデングローブ賞（だい19かいゴールデングローブしょう）は、1961年の映画を対象としており、1962年3月5日に行われた。

## 受賞者・ノミネート

### 映画

#### 作品賞（ドラマ部門）
『ナヴァロンの要塞』
- 『エル・シド』
- Fanny
- 『ニュールンベルグ裁判』
- 『草原の輝き』

#### 作品賞（コメディ部門）
A Majority of One
- 『ティファニーで朝食を』
- 『ワン、ツー、スリー/ラブハント作戦』
- 『罠にかかったパパとママ』
- 『ポケット一杯の幸福』

#### 作品賞（ミュージカル部門）
『ウエスト・サイド物語』
- Babes in Toyland
- 『フラワー・ドラム・ソング』

#### 主演男優賞 (ドラマ部門)
マクシミリアン・シェル – 『ニュールンベルグ裁判』
- ウォーレン・ベイティ – 『草原の輝き』
- モーリス・シュヴァリエ – Fanny
- ポール・ニューマン – 『ハスラー』
- シドニー・ポワチエ – A Raisin in the Sun

#### 主演女優賞 (ドラマ部門)
ジェラルディン・ペイジ – Summer and Smoke
- レスリー・キャロン – Fanny
- シャーリー・マクレーン – 『噂の二人』
- en:Claudia McNeil – A Raisin in the Sun
- ナタリー・ウッド – 『草原の輝き』

#### 主演男優賞 (ミュージカル・コメディ部門)
グレン・フォード – 『ポケット一杯の幸福』
- フレッド・アステア – 『結婚泥棒』
- リチャード・ベイマー – 『ウエスト・サイド物語』
- ボブ・ホープ – Bachelor in Paradise
- フレッド・マクマレイ – 『うっかり博士の大発明 フラバァ』

#### 主演女優賞 (ミュージカル・コメディ部門)
ロザリンド・ラッセル – en:A Majority of One
- ベティ・デイヴィス – 『ポケット一杯の幸福』
- オードリー・ヘプバーン – 『ティファニーで朝食を』
- ヘイリー・ミルズ – 『罠にかかったパパとママ』
- ミヨシ・ウメキ – 『フラワー・ドラム・ソング』

#### 助演男優賞
ジョージ・チャキリス – 『ウエスト・サイド物語』
- モンゴメリー・クリフト – 『ニュールンベルグ裁判』
- ジャッキー・グリーソン – 『ハスラー』
- トニー・ランドール – 『恋人よ帰れ』
- ジョージ・C・スコット – 『ハスラー』

#### 助演女優賞
リタ・モレノ – 『ウエスト・サイド物語』
- フェイ・ベインター – 『噂の二人』
- ジュディ・ガーランド – 『ニュールンベルグ裁判』
- ロッテ・レーニャ – 『ローマの哀愁』
- パメラ・ティフィン（英語版） – 『ワン、ツー、スリー/ラブハント作戦』

#### 監督賞
スタンリー・クレイマー – 『ニュールンベルグ裁判』
- アンソニー・マン – 『エル・シド』
- ジェローム・ロビンズ、ロバート・ワイズ – 『ウエスト・サイド物語』
- J・リー・トンプソン – 『ナヴァロンの要塞』
- ウィリアム・ワイラー – 『噂の二人』

#### 外国語映画賞
『ふたりの女』 • イタリア
- The Good Soldier Schweik (Der Brave Soldat Schwejk) • 西ドイツ
- 『価値ある男』 • メキシコ

#### Silver Globe
The Good Soldier Schweik (Der Brave Soldat Schwejk) 西ドイツ 

『価値ある男』 メキシコ

#### 作曲賞
『ナヴァロンの要塞』 – ディミトリ・ティオムキン
- 『エル・シド』 – ロージャ・ミクローシュ
- "Fanny" – ハロルド・ローム
- 『キング・オブ・キングス』 – ロージャ・ミクローシュ
- "en:Summer and Smoke" – エルマー・バーンスタイン

#### 主題歌賞
"Town Without Pity" - en:Town Without Pity (ディミトリ・ティオムキン作曲、en:Ned Washington作詞)

#### 国際賞
A Majority of One
- 『ニュールンベルグ裁判』
- en:Bridge to the Sun

#### Most Promising Newcomer - Male
ウォーレン・ベイティ

リチャード・ベイマー

ボビー・ダーリン
- ジョージ・C・スコット

#### Most Promising Newcomer - Female
アン＝マーグレット

ジェーン・フォンダ

クリスティーネ・カウフマン
- パメラ・ティフィン（英語版）
- コルドラ・トラントフ

#### ヘンリエッタ賞
チャールトン・ヘストン

マリリン・モンロー

### テレビ
受賞者のみ記載する。

#### 作品賞 (ドラマ部門)
en:What's My Line?

 en:My Three Sons

#### Best TV Star - Male
ボブ・ニューハート

 en:John Charles Daly

#### Best TV Star - Female
Pauline Frederick

### Special Journalistic Merit Award
アーミー・アーチャード (『デイリー・バラエティ』)

Mike Connolly (『ハリウッド・リポーター』)

### 特別賞
サミュエル・ブロンストン - 『エル・シド』

### Samuel Goldwyn Award
- The Mark

### セシル・B・デミル賞
ジュディ・ガーランド